# Far East Journal of Theoretical Statistics
Das Far East Journal of Theoretical Statistics (Abkürzung: FJTS) ist eine wissenschaftliche Fachzeitschrift, die seit 1997 vom in der nordindischen Millionenstadt Prayagraj ansässigen Pushpa Publishing House verlegt wird. Zurzeit (Stand: Januar 2023) erscheint ein Heft (en.: number) pro Quartal, wobei je zwei Hefte zu einem Band (en.: volume) zusammengefasst werden. Zu den in der Zeitschrift behandelten Themen zählen unter anderem die Bayessche Statistik, die multivariate Statistik, Ökonometrie, stochastische Prozesse, Bootstrapping-Verfahren, Markow-Ketten, Zeitreihenanalysen, stochastische Differentialgleichungen, mathematische Statistik sowie Computational Statistics.
Als Herausgeber- und Redaktionsgremium fungieren die Mitglieder des fünfköpfigen „Editorial Advisory Board“ sowie des zehnköpfigen „Editorial Board“. Potentielle Veröffentlichungen im FJTS unterliegen einem Peer-Review-Verfahren und die Zeitschrift ist für viele ost- und südostasiatische Forscher ein überaus wichtiges Publikationsmedium. Im internationalen Wissenschaftsbetrieb der „westlichen Welt“ erlangte das Magazin größere Bekanntheit, als der deutsche Statistiker Thomas Royen dort im August 2014 in einem Fachartikel die Gaußsche Korrelationsungleichung bewies.

## Redaktionsgremien
Stand: 30. Januar 2023
| Name                                      | Institution                                         |
| Editorial Advisory Board (Senior Editors) | Editorial Advisory Board (Senior Editors)           |
| ----------------------------------------- | --------------------------------------------------- |
| Alfonso Ramos                             | Universität Extremadura                             |
| Filippo Domma                             | Universität Kalabrien (Rende)                       |
| Kuldeep Kumar                             | Bond University (Gold Coast)                        |
| Hideo Hirose                              | Technische Universität Kyūshū (Kitakyūshū)          |
| Bhuwaneshwar Kumar Gupt                   | North Eastern Hill University (Shillong)            |
| Editorial Board                           |                                                     |
| Udo Kamps                                 | RWTH Aachen (Aachen)                                |
| Hsiu-Ching Chang                          | Blue Cross Blue Shield of Michigan (Detroit)        |
| Suk-Bok Kang                              | Yeungnam University (Gyeongsan)                     |
| Jiro Hodoshima                            | Universität für Handel und Wirtschaft (Nagoya)      |
| Chun-Xia Zhang                            | Jiaotong-Universität (Xi’an)                        |
| Jianbo Li                                 | Pädagogische Universität Jiangsu (Xuzhou)           |
| Tien-Chung Hu                             | Tsing-Hua-Nationaluniversität (Taipeh)              |
| Asha Gopalakrishnan                       | Cochin University of Science and Technology (Kochi) |
| K. K. Azad                                | University of Allahabad (Prayagraj)                 |
| A. M. C. H. Attanayake                    | University of Kelaniya (Colombo)                    |